# 安茹

安茹與現代行政區的比較圖。

安茹（法語：Anjou，法語發音：[ɑ̃ʒu] ⓘ;亦譯昂儒）是法国旧制度下的行省，它除了东部和北部被削去一小部分外，大致对应于现在的曼恩-卢瓦尔省。省府为昂热，因高卢人的一族安德卡夫人（Andécaves）而得名。它可以分为卢瓦尔河以北的外安茹以及河阴的内安茹两部分。
在中世纪，安茹是一个伯爵领，后成为公爵领。安茹伯爵支配着附近的伯爵：南特、旺多姆、曼恩等，它当时是法国最大的行省之一。其中一位伯爵，若弗鲁瓦·普朗塔热内（Geoffroy Plantagenêt），娶了亨利一世（英格兰国王和诺曼底公爵）的女儿玛蒂尔达为妻。他们的儿子亨利二世在他的治下统一了英格兰、诺曼底、安茹和它们的从属，以及通过与法王路易七世的前妻埃莉诺（Aliénor）的婚姻获得了阿基坦。这也是英格兰和法兰西王国世仇的由来。随后，亨利二世又将布列塔尼纳入他的军事管辖，并将它传给了他的儿子，当时还是孩童的若弗鲁瓦二世（Geoffroi II），作为其公爵领地。
理查一世过世后无嗣，传位给幼弟约翰，但杰弗里的儿子布列塔尼公爵阿尔蒂尔一世在安茹继承法和法国国王腓力二世支持下继承安茹等英格兰在法国的领地。阿尔蒂尔后来被约翰俘杀，腓力讨伐约翰，将安茹、诺曼底、布列塔尼等地尽皆吞并，英格兰在法国的领地只剩下阿基坦。
安茹还是一个重要的葡萄产地。